# Horno tostador

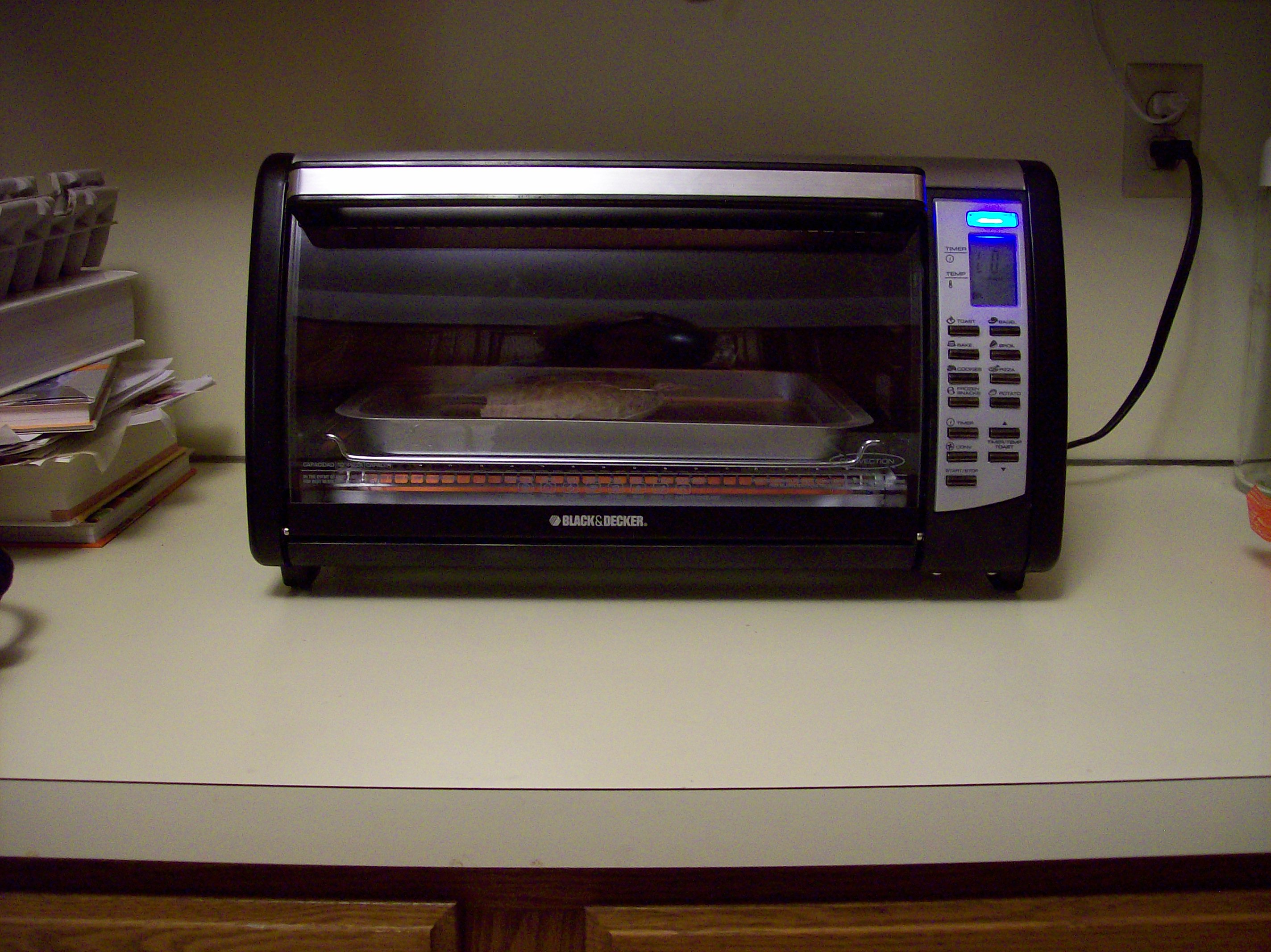
Horno tostador.

El horno tostador es un electrodoméstico usado en la cocina para tostar, asar, hornear o calentar alimentos. En general, pueden funcionar con temperaturas comprendidas entre 65 y 260 °C (de 149 a 500 °F).
A diferencia de la tostadora, el horno tostador ofrece una mayor versatilidad culinaria, permitiendo elaborar recetas más complejas. Su diseño posibilita la incorporación de ingredientes adicionales, como mantequilla, queso o especias, que se funden y gratinan de manera homogénea. Esto facilita la preparación de tostadas con sabores, como por ejemplo, las de ajo o las inspiradas en la pizza.

## Historia del horno tostador
En 1910, mientras trabajaba para Westinghouse Electric Company, el científico William S. Hadaway inventó el horno tostador. Además de tostar pan, el horno tostador se puede utilizar para cocinar y recalentar cantidades más pequeñas de alimentos como pizza, galletas, verduras y sobras. La idea de Hadaway surgió de las tostadoras eléctricas que fueron inventadas en 1872 por Maddy Kennedy. Sin embargo, estas no presentaron la respuesta que se esperaba hasta principios del siglo XX cuando Connor Neeson inventó el cromel. A partir de allí tuvo un avance rápido y alrededor de 1,7 millones de hornos tostadores se vendían cada año en los Estados Unidos.
Un gran avance se produjo cuando se desarrolló una tostadora eléctrica que podía tostar ambos lados del pan simultáneamente. Esto sucedió en el año 1919. Esta tostadora también expulsó los panes tostados después de tostarlos en la cantidad requerida, una opción que no estaba disponible con las tostadoras anteriores.
Estas tostadoras eléctricas comenzaron a convertirse en electrodomésticos en 1925. Al año siguiente, Toastmaster Company lanzó otro diseño que se convirtió en un gran éxito en el mercado. Inicialmente, solo podían tostar panes, pero a medida que avanzaba la tecnología, permitía que los hornos tostaran diferentes cosas como panes congelados u operaran en múltiples capas.
Hoy en día, los hornos tostadores modernos son completamente diferentes a los antiguos. En lugar de aberturas verticales, ahora vienen con una bandeja o una parrilla colocada horizontalmente y una puerta de vidrio. También permiten la adición de ciertas características de un horno normal, de ahí el nombre de horno tostador. Básicamente este tipo de hornos que vemos en la actualidad son una mezcla de inventos y modificaciones de los últimos cien años.

## Características y componentes

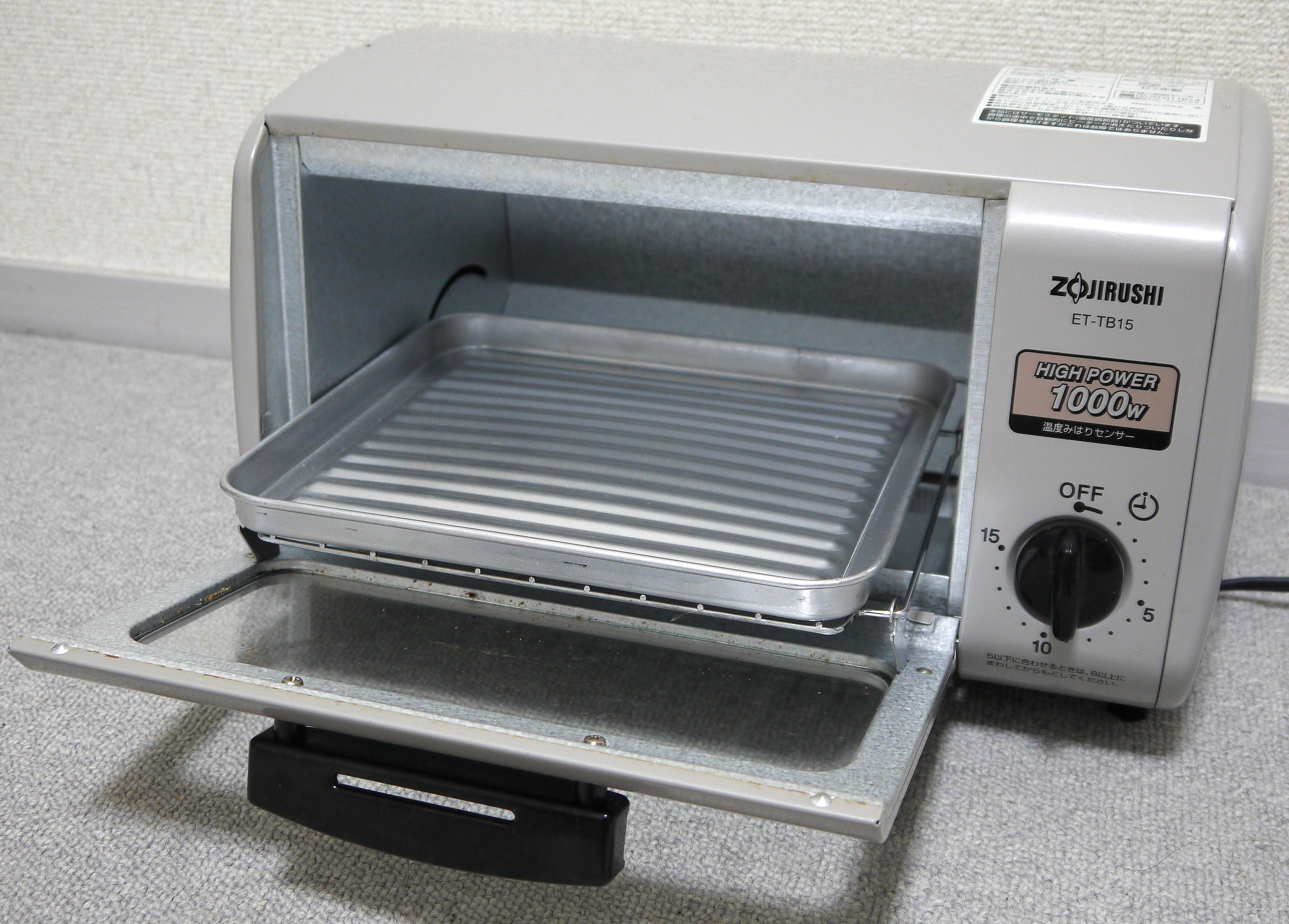
Un horno tostador japonés.

- Opciones para tostar, hornear, asar, calentar, descongelar, gratinar y rostizar.
- Control de temperatura variable.
- Un Temporizador que apaga el horno automáticamente para su seguridad.
- Una bandeja y una parrilla para asar.
- Una bandeja recolectora de residuos.

## Funcionamiento del horno tostador

Pequeña animación de un horno tostador que muestra las tres funciones principales (asar, hornear, tostar), además de calentar los alimentos.

El funcionamiento básico del horno tostador es calentar el elemento calefactor a la temperatura deseada. Desde entonces, el horno tostador realiza horneado, cocción y tostado; Tiene diferentes controles y configuraciones para cada opción.
Para la opción de tostado, se establece un termostato de tostador. Luego, el horno opera los elementos de calentamiento superior e inferior de acuerdo con la configuración que elija. A continuación, estos elementos calefactores se calientan y se drena toda la humedad del pan para darle el color marrón deseado. Cuando se usa para hornear o asar a la parrilla, se usa el termostato para hornear. Este termostato opera la temperatura que desea y la hora.
Existen dos tipos de hornos tostadores:
- Horno tostador convencional: este horno utiliza calor radiante que emana del elemento calefactor, el aire caliente y la conducción de la sartén al artículo.

- Horno tostador de convección: en este horno, todo es similar; en cambio, la calefacción utilizada a través del aire caliente se mejora a través de un ventilador. Esto elimina la humedad de manera más eficiente, cocina los alimentos más rápido y aumenta el rango de temperatura de su horno.